# Jean Dubalen
Pour les articles homonymes, voir Dubalen (homonymie).

a Compétitions nationales et continentales officielles uniquement.

Jean Dubalen, né le 7 mai 1922 à Viella et mort le 3 janvier 1997 à Cambo-les-Bains, est un joueur français de rugby à XV et de rugby à XIII évoluant au poste de demi de mêlée.

## Biographie
Jean Dubalen naît le 7 mai 1922 à Viella, et déménage très jeune dans la ville de Bayonne. Il est formé à la pratique du rugby sous son code à XIII, au sein du club local de Côte basque XIII.
Alors qu'il étudie à l'École supérieure de Dax dans le département voisin, il porte pendant deux saisons le maillot de l'Union sportive dacquoise, club de rugby à XV de la ville.
Après avoir fini son cycle d'études à Dax, il étudie au lycée de Bayonne et rentre ainsi dans sa ville d'origine. Alors que la pratique du rugby à XIII a été entre temps interdite pendant la Seconde Guerre mondiale, il ne peut retourner au club de Côte basque XIII ; il continue ainsi la pratique du rugby à XV et intègre l'Aviron bayonnais. Il joue son premier match sous le maillot bayonnais le 19 octobre 1941, bien qu'il joue exceptionnellement au poste de demi d'ouverture. Demi de mêlée de formation, son expérience dans l'athlétisme couronnée par un titre de champion de France junior de 110 mètres haies lui confère un style de jeu rapide. Durant la saison, il est appelé en sélection junior de Côte basque ; capitaine de l'équipe, il dispute la finale de la Coupe de l'Avenir, en lever de rideau de la finale de Coupe de France. Les deux saisons suivantes, il se hisse en finale de championnat de France avec l'équipe première de l'Aviron bayonnais : sacré champion en 1943, il s'incline en 1944.
Tentant de franchir la ligne de démarcation afin de rejoindre sa famille, il est blessé par un tir de pistolet-mitrailleur d'une sentinelle allemande ; il est alors transporté par des résistants de Tarbes et opéré pour être soigné.
Après la Seconde Guerre mondiale et la réhabilitation du rugby à XIII en France, Dubalen rebascule vers la pratique de ce dernier. Il évolue tout d'abord avec le Toulouse XIII dès 1945, avec lequel il dispute la finale du championnat de France en 1946,.
Plus tard, il fait son retour dans les Basses-Pyrénées, portant les maillots du Biarritz AC XIII puis à nouveau celui de Côte basque XIII.
Dubalen meurt le 3 janvier 1997 à Cambo-les-Bains.

## Palmarès

### En rugby à XV
- Championnat de France de rugby à XV :
  - Vainqueur : 1943.
  - Finaliste : 1944.

### En rugby à XIII
- Championnat de France de rugby à XIII :
  - Finaliste : 1946.